# 羅斯蘭 (新澤西州)
羅斯蘭（英語：Roseland）是位於美國新澤西州艾塞克斯縣的自治市鎮。

## 人口
根據2020年美國人口普查的數據，羅斯蘭的面積為9.43平方千米，當中陸地面積為9.37平方千米，而水域面積為0.06平方千米。當地共有人口6299人，而人口密度為每平方千米668人。